# Hydroptila kaschgari
Hydroptila kaschgari är en nattsländeart som beskrevs av Wolfram Mey 1993. Hydroptila kaschgari ingår i släktet Hydroptila och familjen smånattsländor. Inga underarter finns listade i Catalogue of Life.